# Вай, Стив
Стив Вай (Стивен Сиро Вай, англ. Steven Siro Vai; 6 июня 1960, Лонг-Айленд, Нью-Йорк, США) — американский гитарист-виртуоз, также известен как композитор, вокалист, продюсер, актёр. Начал свою карьеру в качестве гитариста и интерпретатора у Фрэнка Заппы, с которым записывался и гастролировал начиная с 1980 года. С 1983 года ведёт самостоятельную карьеру как солирующий гитарист. По состоянию на 2012 год выпустил 9 сольных альбомов общим тиражом более 15 млн экземпляров, трижды лауреат Грэмми. Помимо работы с Заппой сотрудничал и гастролировал с такими коллективами и музыкантами как Alcatrazz, Whitesnake, Дэвидом Ли Ротом, Polyphia, был постоянным участником концертных туров проекта G3. В 1999 году основал собственный лейбл Favored Nations, ориентированный на запись виртуозных исполнителей.

## Карьера

### 1970-е и 1980-е
В 1974 году начал брать уроки игры на гитаре у Джо Сатриани. Играл в различных местных группах, одна из которых взяла название «The Steve Vais». В качестве оказавших влияние в ранние годы указывает Джеффа Бека, Джимми Пейджа, Глена Бакстона и джаз-фьюжн-гитариста Алана Холдсуорта. Используя полученный опыт, поступил в Музыкальный колледж Беркли, после чего, в возрасте двадцати лет, сделал промозаписи для прослушивания у Фрэнка Заппы (отправил Заппе по почте аранжировку его композиции «The Black Page», а также инструментального трека, написанного для барабанов и запись, демонстрирующую его игру на гитаре). По результатам прослушивания, в 1979 году Заппа заказал Ваю несколько аранжировок из его соло, включая некоторые партии из альбомов Joe’s Garage и Shut Up ’n’ Play Yer Guitar. Эти аранжировки были изданы в 1982 году в книге Заппы The Frank Zappa Guitar Book.

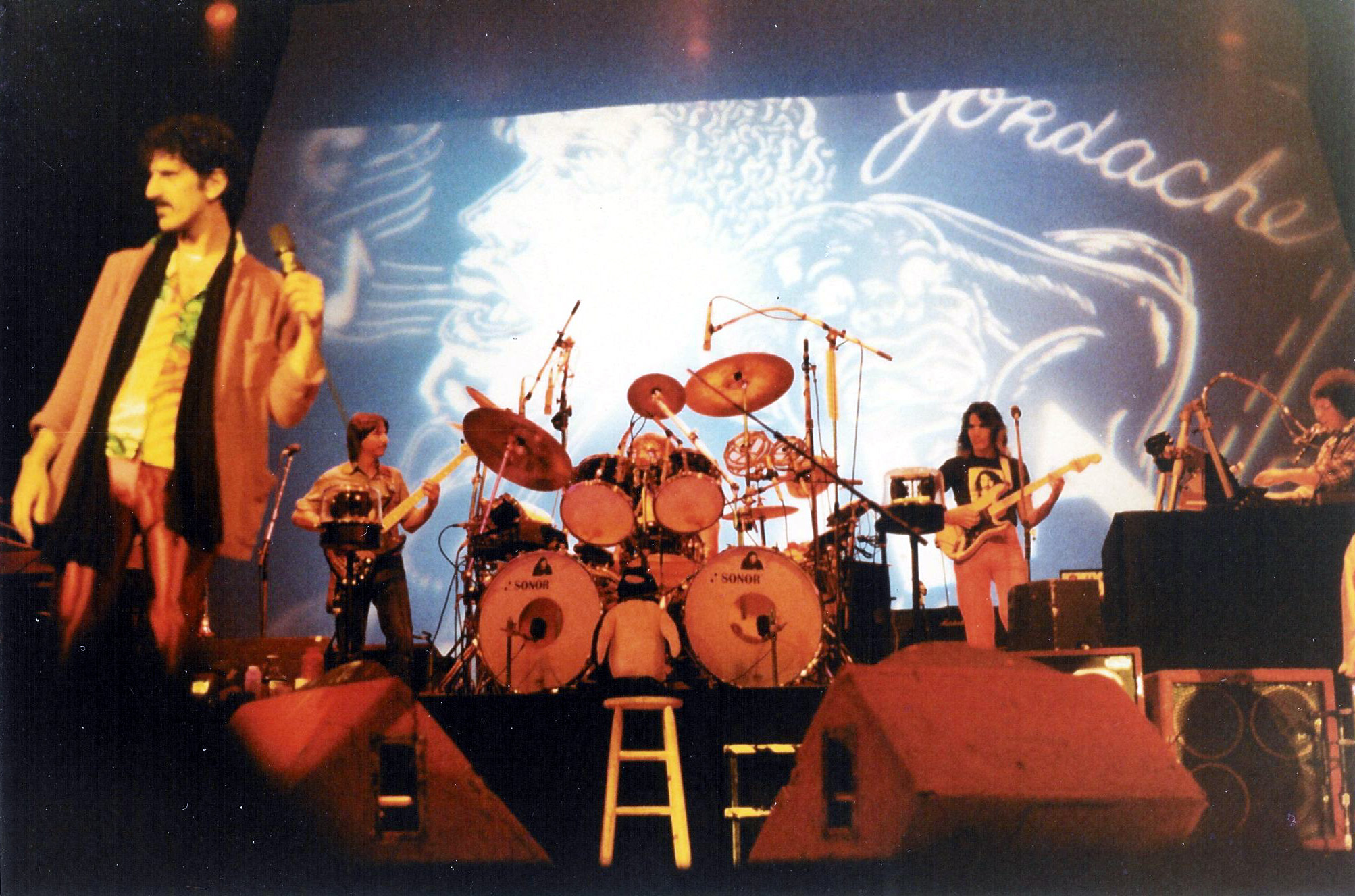
Стив Вай (с гитарой справа), Фрэнк Заппа и группа во время концерта в Memorial Auditorium, 25 октября 1980 г., Буффало

Впоследствии Вай сделал аранжировки для многих гитарных партий альбома You Are What You Is, после этого он стал полноправным участником группы и отправился с Заппой в своё первое турне осенью 1980 года. Одно из первых шоу с участием Вая, записанное в Буффало, было выпущено в 2007 году под названием Buffalo. Во время гастролей Вай иногда просил дать зрителям любую партитуру и демонстрировал способность «читать с листа» — мгновенно исполнять написанное без предварительной подготовки. Заппа, включая имя Вая в описания альбомов, давал в примечаниях «трюки на гитаре», и «невероятные гитарные партии» (англ. impossible guitar solos). Позднее Вай стал одним из исполнителей на трибьют-альбоме Zappa’s Universe 1993 года. В 2006 году работал в качестве специального гостя в туре «Zappa Plays Zappa», организованном сыном Заппы Двизилом.
Покинув Заппу в 1982 году, переехал в Калифорнию, где записал свой первый сольный альбом Flex-Able, играл в нескольких группах. В 1985 году заменил Ингви Мальмстина в качестве соло-гитариста в группе Грэма Боннэта Alcatrazz, с которой записал альбом Disturbing the Peace. Позже в 1985 году присоединился к группе бывшего фронтмена группы Van Halen Дэвида Ли Рота, записав с ним альбомы Eat d’Em and Smile и Skyscraper, благодаря этим работам известность Вая среди массовой рок-аудитории существенно увеличилась: поскольку Рот находился в публичном творческом противостоянии с членами группы Van Halen и многие комментаторы благосклонно сравнивали Вая с Эдди ван Халеном.
В 1986 году перешёл в группу экс-вокалиста Sex Pistols Джона Лайдона Public Image Ltd, приняв участие в записи альбома Album. В 1989 году присоединился к Whitesnake, заменив Вивиана Кэмпбелла, а когда Адриан Ванденберг повредил запястье незадолго до начала записи альбома Slip of the Tongue, Вай исполнил все гитарные партии в этом альбоме. Вай также появился в альбоме Элиса Купера Hey Stoopid, играя вместе с Джо Сатриани в песне «Feed My Frankenstein».

### 1990-е и 2000-е
В 1990 году Вай выпустил хорошо принятый критикой сольный альбом Passion and Warfare. В 1990-е годы продолжает регулярно гастролировать, как с собственной группой, так совместно с Джо Сатриани и Эриком Джонсоном в серии туров G3.
Гитарная партия в песне «For the Love of God» стала № 29 в опросе читателей «100 величайших гитарных соло всех времён» в журнале Guitar World Magazine.
В 1994 году работал с Оззи Осборном, но только один трек («My Little Man») из совместных сессий попал на альбом Осборна Ozzmosis (имя Вая не упоминается в альбоме, а гитарные партии его сочинения исполнил Закк Уайлд). Другая песня, сочинённая совместно с Осборном, «Dyin' Day», появилась уже как инструментальный трек в альбоме Вая Fire Garden. В 1994 году Ваю присуждена премия Грэмми за исполнение песни Фрэнка Заппы «Sofa» с альбома «Zappa’s Universe».

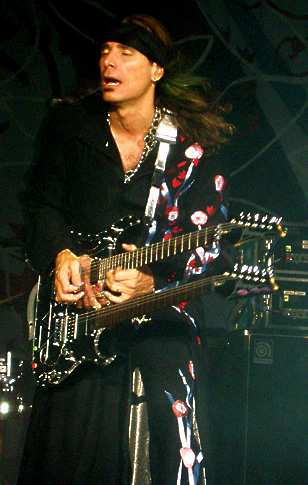
Вай играет на Ibanez с двумя грифами

Участниками группы Вая в 1990-е годы были барабанщик Майк Манджини, гитарист Майк Кенелли и басист Филип Бино (англ. Philip Bynoe).
В июле 2002 года выступил с Токийским симфоническим оркестром в Сантори Холл в Токио в рамках мировой премьеры концерта «Fire Strings», написанного для электрогитары и оркестра с 100 инструментами японским композитором Итиро Нодайрой (англ. Ichiro Nodaira).
В 2004 году некоторые из композиций Вая и оркестровых аранжировок, включая записанные ранее части, были исполнены в Нидерландах с  Metropole Orchestra в серии концертов, названных «The Aching Hunger». В 2003 году барабанщик Джереми Колсон присоединился к группе Вая, заменив барабанщика Вёрджила Донати (англ. Virgil Donati).
В феврале 2005 года совместно с классической гитаристкой Шэрон Исбин в парижском театре Шатле представил гитару Ibanez с двумя грифами (электрическим и классическим), названную The Blossom Suite. В 2006 году выступал в качестве специального гостя вместе с другими бывшими участниками группы Фрэнка Заппы, барабанщиком Терри Бозио, гитаристом-певцом Рэйем Уайтом и саксофонистом Наполеоном Мерфи Броком в рамках тура «Zappa Plays Zappa» во главе с Двизилом Заппой.
В 2007 году выпустил альбом Sound Theories.
3 марта 2011 года Стив Вай официально стал обладателем «Мирового Рекорда Гиннесса» по самому большому онлайн уроку по игре на гитаре в сервисе Berkleemusic, который он тоже создал.
В 2014 году Стив Вай с группой гитариста Романа Мирошниченко и симфоническим оркестром "Русская филармония" выступил в России. В следующем году был выпущен двойной DVD «Stillness in Motion: Vai Live in L.A.Stillness In Motion» с бонус-диском «The Space Between the Notes».

## Видеоигры
Композиция «Juice» была использована для видеоигры «Formula One», которая вышла на PlayStation в 1996 году. Композиция «Erotic Nightmares» была использована как титульная музыка для меню видеоигры «WCW / NWO Revenge», которая вышла на Nintendo 64. Две песни появились в видеоигре «Grand Theft Auto: Vice City». Обе песни — «Yankee Rose» Дэвида Ли Рота и «God Blessed Video» группы «Alcatrazz» — были включены в официальный саундтрек игры. В 2004 году Стив Вай появился в саундтреке к игре Halo 2 (выпущенной Bungie Studios на Xbox), исполнив хард-рок тему Halo, известную как Halo Theme (Mjolnir Mix). Кроме того, он исполнил композицию «Never Surrender». Позже Вай появился во втором томе саундтрека к игре, где он исполняет трек «Reclaimer».
В 2008 году композиции Стива Вая «For the Love of God» и «Halo Theme (Mjolnir Mix)» были представлены как загружаемые треки для игры Guitar Hero 3.

## В кино
Музыка Вая была использована в ряде художественных фильмов, в том числе в фильмах «Стиляги» и «Призраки Марса».
В фильме «Перекрёсток» Вай сыграл роль Джека Батлера — музыканта, продавшего душу дьяволу, в кульминации фильма герой Вая участвует в гитарной дуэли с главным героем, притом некоторые гитарные партии фильма исполнены Ваем, а некоторые — Раем Кудером.

## Техника исполнения
Вай широко признан как гитарный виртуоз, среди лучших работ отмечается баллада «For the Love of God» из альбома Passion and Warfare.
Из-за технической сложности, использования нестандартных звукорядов, сложных гармоний, частых смен темпа, ритма и размера, партии Вая зачастую крайне трудны для воспроизведения другими музыкантами. Он часто использует экзотические гитары, играет на гитарах с двумя и тремя грифами.

## Оборудование

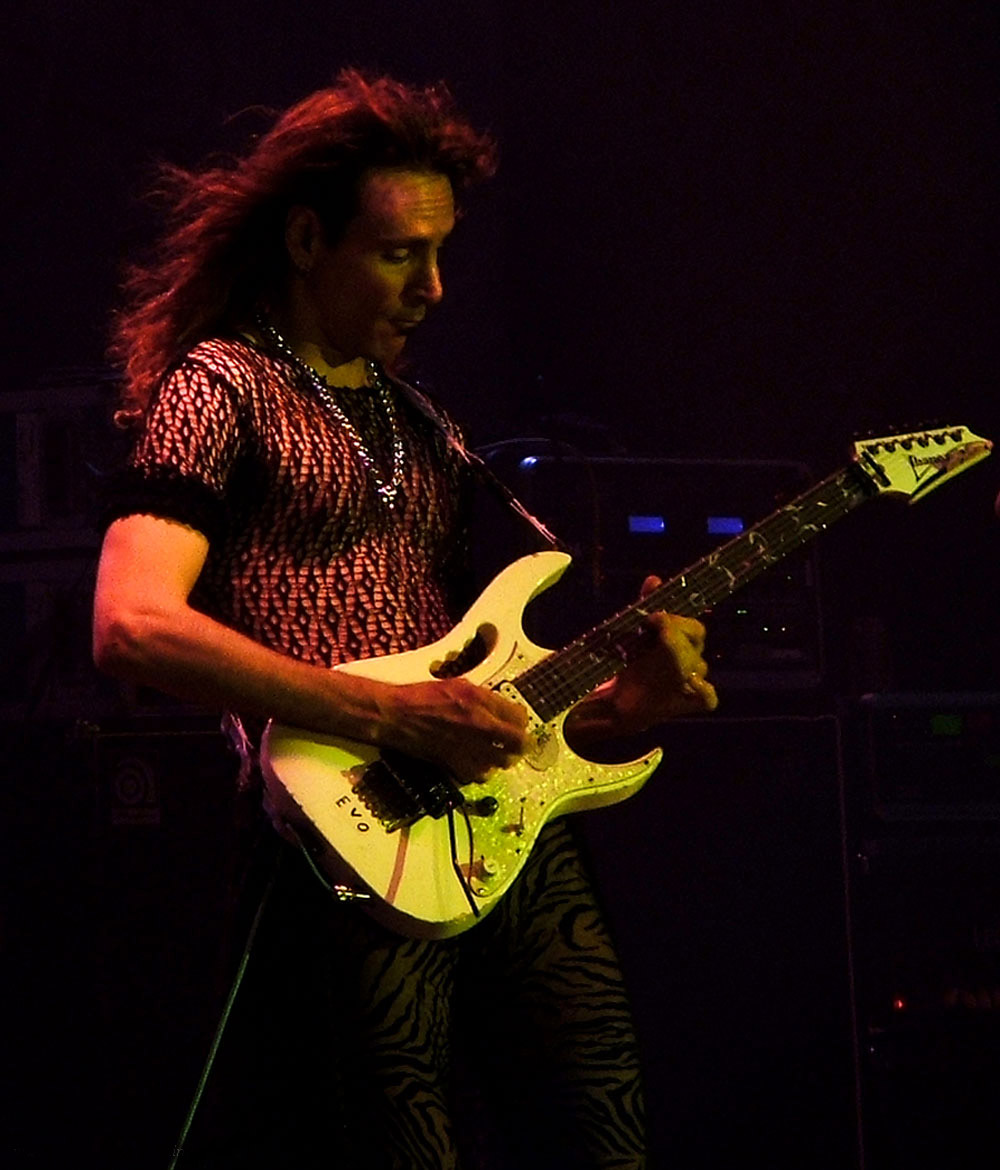
Стив Вай в Милане, Италия, 2005

Владеет студиями звукозаписи The Mothership и The Harmony Hut.
Участвовал в проектировании семиструнной гитары Ibanez Universe (1989) с низким, грохочущим звучанием, консультировал Ibanez при разработке гитарной серии JEM. Сотрудничал с фирмой Carvin в разработке гитарных усилителей Carvin Legacy.
Использует стабилизаторы тремоло. В 2000-е годы стал оснащать грифы некоторых из своих гитар ладами производства True Temperament Fretting System, чтобы интонирование во всех позициях было более ровным и аккорды звучали без явных биений. Семиструнная Ibanez Universe его собственной разработки в некотором роде повлияла на формирование звучания стиля Nu-metal, когда гитаристы группы Korn и других групп жанра начали использовать такие гитары в начале 1990-х годов. Он также разработал акустическую Ibanez Euphoria.
Две его основные гитары — белые Ibanez JEM, названные Evo и Flo (снабжена сустейнером фирмы Fernandes), каждая со своими уникальными модификациями, для раскраски одной из гитар использовал свою кровь. На гитаре, названной «Mojo», отметки ладов светятся с помощью светодиодов. Иногда играет на гитаре с тремя грифами Hydra, имеющей те же возможности, что и Evo; верхний гриф гитары — 12-струнный, средний гриф — 6-струнный, а нижний — 6-струнный безладовый гриф с сустейнером Fernandes. На этой гитаре исполнял «I Know You’re Here» на концертах G3 в 2002 году.
Использует педали эффектов: Boss DS-1, Ibanez Tube Screamer, Morley Bad Horsie, Ibanez Jemini Twin Distortion Pedal, TC Electronics G-System, Fractal Audio Axe-FX, Morley Little Alligator Volume pedal, DigiTech Whammy, MXR Phase 90/Phase 100. Кейсы для перевозки инструментов маркируются: «Mr. Vai» или «Dr. Vai».

## Личная жизнь
Женат на Пиа Мэиокко (англ. Pia Maiocco), бывшей бас-гитаристке группы Vixen, известной также по фильму Hardbodies, в браке двое детей — Джулиан (Julian) и Файр (Fire). Увлекается пчеловодством, мёд с пасеки продаёт через свой благотворительный фонд Make a Noise Foundation. Вегетарианец.

## Дискография
- Flex-Able (1984)
- Flex-Able Leftovers (1984)

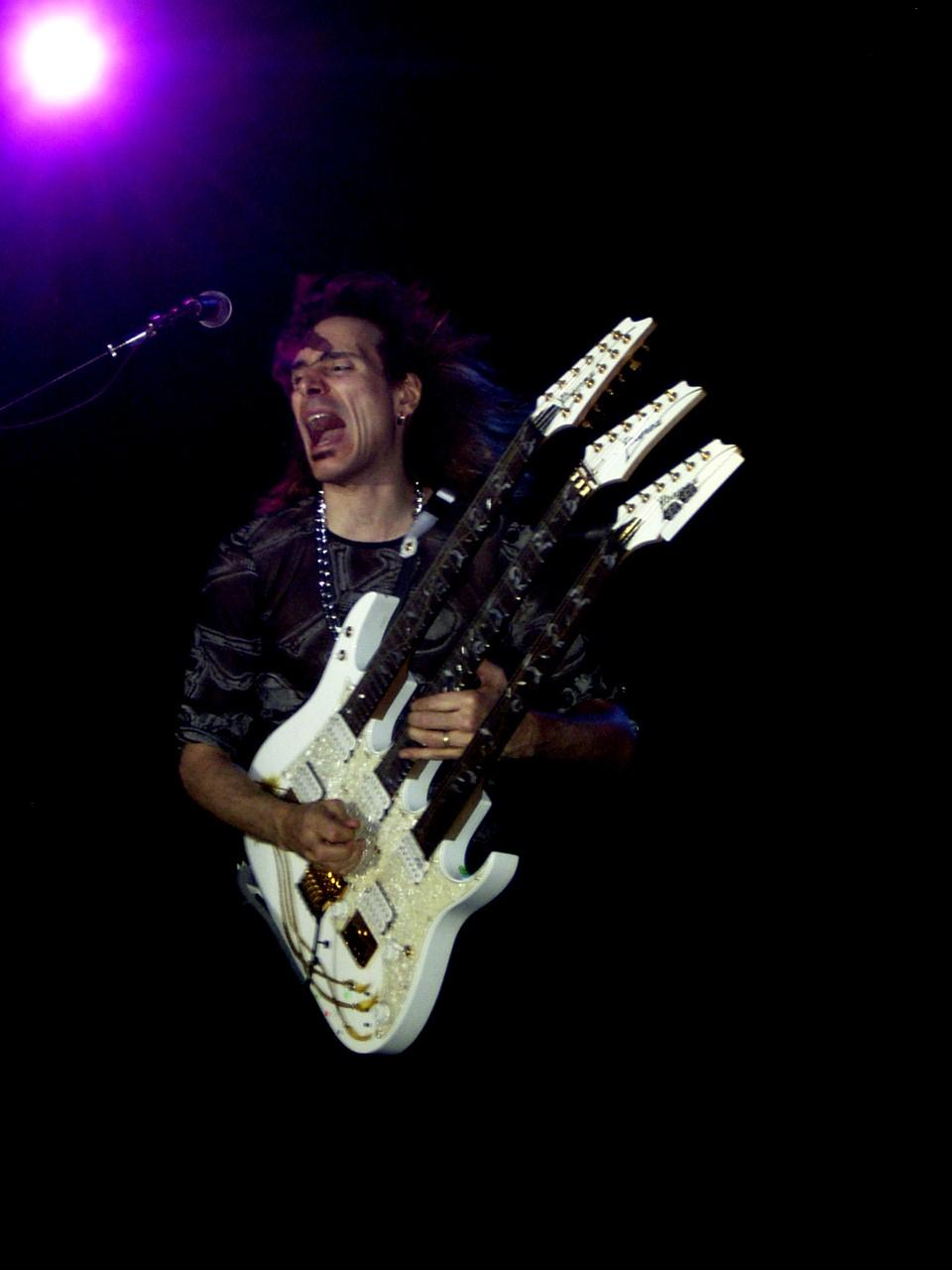
Соло на гитаре с тремя грифами

- Passion and Warfare (1990) — Gold (USA), № 18 в Billboard, 30 июня 1990 г.
- Sex & Religion (1993)
- Alien Love Secrets (1995)
- Fire Garden (1996)
- The Ultra Zone (1999)
- The Seventh Song a.k.a The 7th Song (2000)
- Alive in an Ultra World (2001)
- The Elusive Light and Sound, volume 1 (2002)
- The Infinite Steve Vai: An Anthology (2003)
- Live In London (2004)
- Real Illusions: Reflections (2005)
- Sound Theories (2007)
- Where the Wild Things Are (2009)
- Where the Other Wild Things (2010)
- The Story Of Light (2012)
- Modern Primitive[англ.] (2016)
- Inviolate (2022)

## Признание

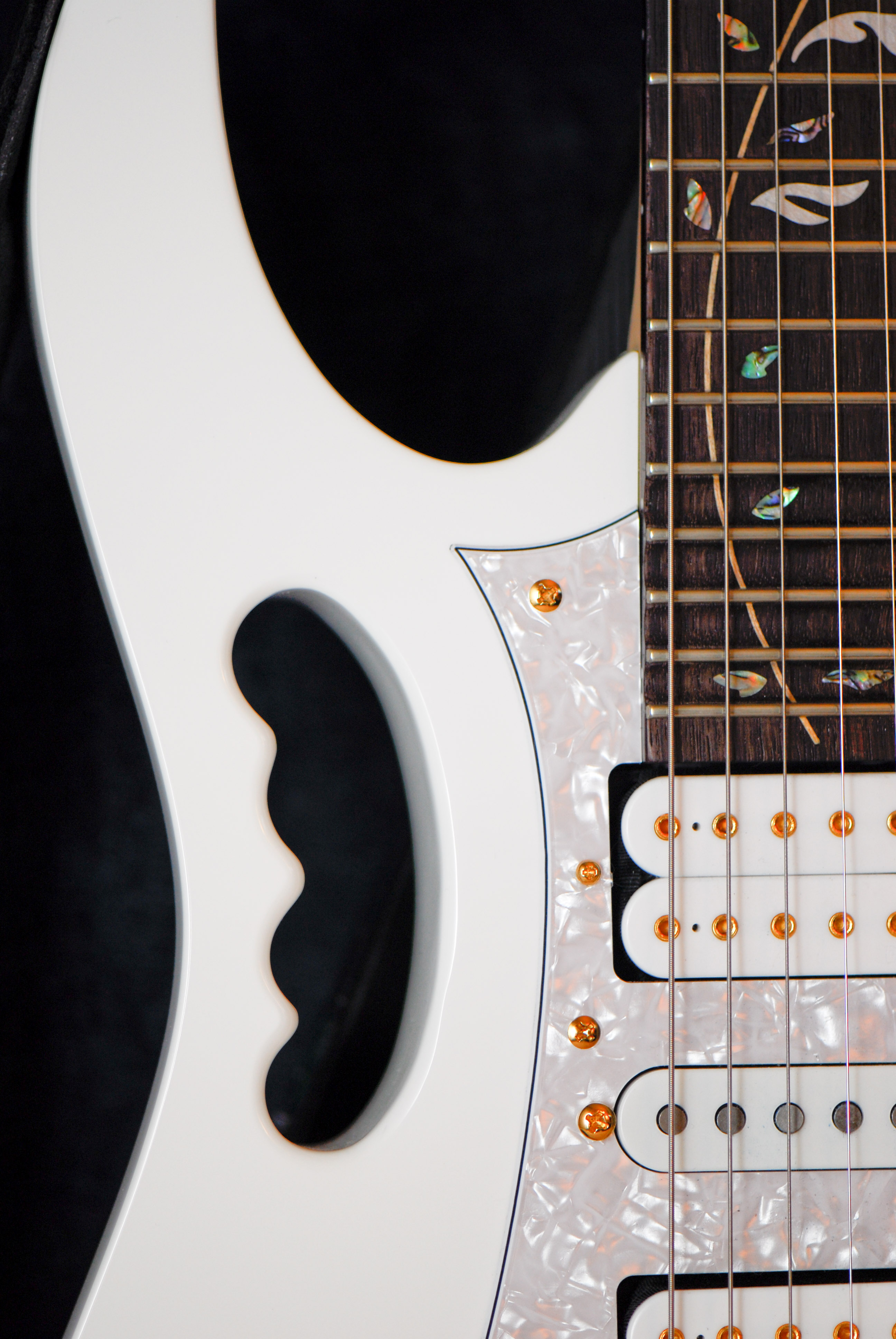
Ibanez JEM7V, модель Evo

Лауреат Грэмми 1994 года (лучшее инструментальное рок-исполнение, песня «Sofa» из альбома Zappa’s Universe), 2001 года (лучшее инструментальное поп-исполнение, песня «No Substitutions»), 2009 года (лучшее инструментальное рок-исполнение, песня «Peaches En Regalia» в составе Zappa Plays Zappa). Также был многократным номинантом на Грэмми (1990, 1995, 1997, 1999, 2001, 2006, 2008, 2010).
Многократно попадал в списки лучших гитаристов журналов Guitar Player, Guitar World, Select, Guitar for the Practicing Musician, Kerrang!, Rolling Stone.